# LPGA Tour 2019
Navigation
Édition précédente Édition suivante
La LPGA Tour 2019 est la saison du circuit de la LPGA Tour disputée en 2019, elle se tient de janvier à novembre 2019 à travers le monde et elle est disputée par l'élite du golf féminin. L’événement est organisée par la LPGA et la plupart des tournois se tiennent aux États-Unis. La saison 2019 commence et se termine en Floride.

## Calendrier
| Date                     | Tournoi                                            | Lieu            | Vainqueur (nombre de victoires)    | Références |
| ------------------------ | -------------------------------------------------- | --------------- | ---------------------------------- | ---------- |
| 17 au 20 janvier         | Diamond Resorts Tournament of Champions            | Floride         | Ji Eun-hee                         | [ 1 ]      |
| 7 au 10 février          | ISPS Handa Vic Open                                | Australie       | Céline Boutier                     | [ 2 ]      |
| 14 au 17 février         | ISPS Handa Women's Australian Open                 | Australie       | Nelly Korda                        | [ 3 ]      |
| 21 au 24 février         | Honda LPGA Thailand                                | Thaïlande       | Amy Yang                           | [ 4 ]      |
| 28 février au 3 mars     | HSBC Women's World Championship                    | Singapour       | Park Sung-hyun                     | [ 5 ]      |
| 21 au 24 mars            | Bank of Hope Founders Cup                          | Arizona         | Ko Jin-young                       | [ 6 ]      |
| 28 au 31 mars            | Kia Classic                                        | Californie      | Nasa Hataoka                       | [ 7 ]      |
| 4 au 7 avril             | ANA Inspiration                                    | Californie      | Ko Jin-young                       | [ 8 ]      |
| 17 au 20 avril           | Lotte Championship                                 | Hawaï           | Brooke Henderson                   | [ 9 ]      |
| 25 au 28 avril           | Hugel-Air Premia LA Open                           | Californie      | Minjee Lee                         | [ 10 ]     |
| 2 au 5 mai               | LPGA Mediheal Championship                         | Californie      | Kim Sei-young                      | [ 11 ]     |
| 23 au 26 mai             | Pure Silk Championship                             | Virginie        | Bronte Law                         | [ 12 ]     |
| 30 mai au 2 juin         | U.S. open féminin                                  | Caroline du Sud | Lee Jeong-eun                      | [ 13 ]     |
| 7 au 9 juin              | ShopRite LPGA Classic                              | New Jersey      | Lexi Thompson                      | [ 14 ]     |
| 13 au 16 juin            | Meijer LPGA Classic                                | Michigan        | Brooke Henderson                   | [ 15 ]     |
| 20 au 23 juin            | KPMG Women's PGA Championship                      | Minnesota       | Hannah Green                       | [ 16 ]     |
| 28 au 30 juin            | Walmart NW Arkansas Championship                   | Arkansas        | Park Sung-hyun                     | [ 17 ]     |
| 4 au 7 juillet           | Thornberry Creek LPGA Classic                      | Wisconsin       | Shanshan Feng                      | [ 18 ]     |
| 11 au 14 juillet         | Marathon Classic                                   | Ohio            | Kim Sei-young                      | [ 19 ]     |
| 17 au 20 juillet         | Dow Great Lakes Bay Invitational                   | Michigan        | Cydney Clanton Jasmine Suwannapura | [ 20 ]     |
| 25 au 28 juillet         | Evian Championship                                 | France          | Ko Jin-young                       | [ 21 ]     |
| 1 au 4 août              | British Open feminin                               | Angleterre      | Hinako Shibuno                     | [ 22 ]     |
| 8 au 11 août             | Aberdeen Standard Investments Ladies Scottish Open | Écosse          | M. J. Hur                          | [ 23 ]     |
| 22 au 25 août            | CP Women's Open                                    | Canada          | Ko Jin-young                       | [ 24 ]     |
| 29 août au 1er septembre | Cambia Portland Classic                            | Oregon          | Hannah Green                       | [ 25 ]     |
| 13 au 15 septembre       | Solheim Cup                                        | Écosse          | Europe                             | [ 26 ]     |
| 26 au 29 septembre       | Indy Women in Tech Championship                    | Indiana         | M. J. Hur                          | [ 27 ]     |
| 3 au 6 octobre           | Volunteers of America LPGA Texas Classic           | Texas           | Cheyenne Knight                    | [ 28 ]     |
| 17 au 20 octobre         | Buick LPGA Shanghai                                | Chine           | Danielle Kang                      | [ 29 ]     |
| 24 au 27 octobre         | BMW Ladies Championship                            | Corée du Sud    | Jang Ha-na                         | [ 30 ]     |
| 31 octobre au 3 novembre | Swinging Skirts LPGA Taiwan Championship           | Taïwan          | Nelly Korda                        | [ 31 ]     |
| 8 au 10 novembre         | Toto Japan Classic                                 | Japon           | Ai Suzuki                          | [ 32 ]     |
| 21 au 24 novembre        | CME Group Tour Championship                        | Floride         | Kim Sei-young                      | [ 33 ]     |